# Lokomotiva 240
Lokomotiva řady 240 (do roku 1987 S 499.0) je elektrická lokomotiva na střídavý proud určená pro osobní i nákladní dopravu. Konstrukčně navazuje na starší řadu 230 (S 489.0), přičemž byla zvýšena maximální rychlost na 120 km/h a provedeny další úpravy. Vyráběla ji plzeňská firma Škoda v letech 1968–1970 pod továrním označením Škoda 47E.

## Historie
Po roce 1967 v souvislosti s pokračující elektrizací napájecí soustavou 25 kV 50 Hz vyvstala potřeba dalších nových lokomotiv navazujících na předchozí řadu 230. Byla proto zadána stavba další série lokomotiv, tentokrát s rychlostí zvýšenou na 120 km/h a dalšími změnami. Nová řada, označená jako S 499.0, byla vyrobena v následujících dvou letech v počtu 120 kusů a stroje byly přiděleny do dep v Bratislavě, Brně a Plzni. Stroje brzy našly uplatnění na celé síti se střídavou napájecí soustavou na území Československa a podstatně rozšířily lokomotivní park ČSD. Roku 1970 byly dvě zánovní lokomotivy S 499.0069 a 0070 upraveny pro rychlost 140 km/h, přeznačeny na řadu S 499.1 a podle jejich provedení začala ihned Škoda dodávat sérii o 25 kusech. Brzy po jejich uvedení do provozu se však ukázalo že této rychlosti lokomotivy nemají kde dosahovat a po roce 1978 byly přestavěny zpět na nižší hodnotu. Označeny byly jako S 499.0121–0145 a v této podobě slouží na Slovensku do dnešních dnů.

## Konstrukce

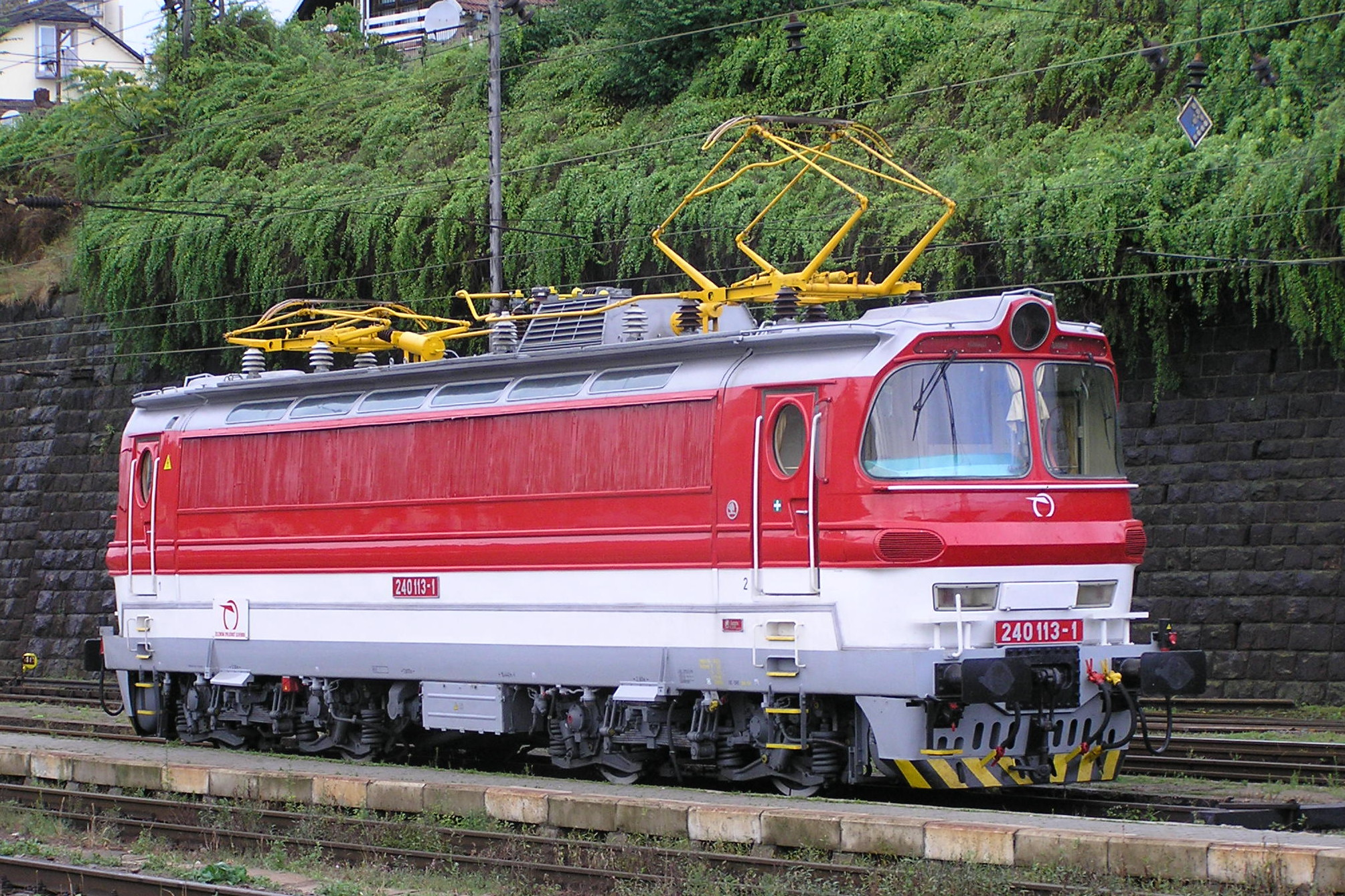
Lokomotiva v korporátním nátěru (styl Blonski)

Lokomotivy jsou skříňové, čtyřnápravové, se čtyřmi stejnosměrnými trakčními elektromotory. Stejně jako u předchozí řady 230 byl pro lokomotivní skříň použit sklolaminát a dostaly tak i stejný design. Elektrický proud lokomotiva odebírá pomocí dvou pantografů na střeše lokomotivy, ten prochází přes trakční transformátor, který slouží k regulaci výkonu, a dále je usměrňován křemíkovými usměrňovači na stejnosměrný proud. Největším rozdílem proti výchozímu typu je vybavení lokomotivy elektrodynamickou brzdou, jenž disponuje výkonem 2000 kW a pracuje v plném spektru rychlostí. Zbytek pohonného soustrojí je u obou řad shodný. Několik lokomotiv bylo zkušebně osazeno polopantografy, sériově ale tyto úpravy prováděny nebyly.

## Provoz

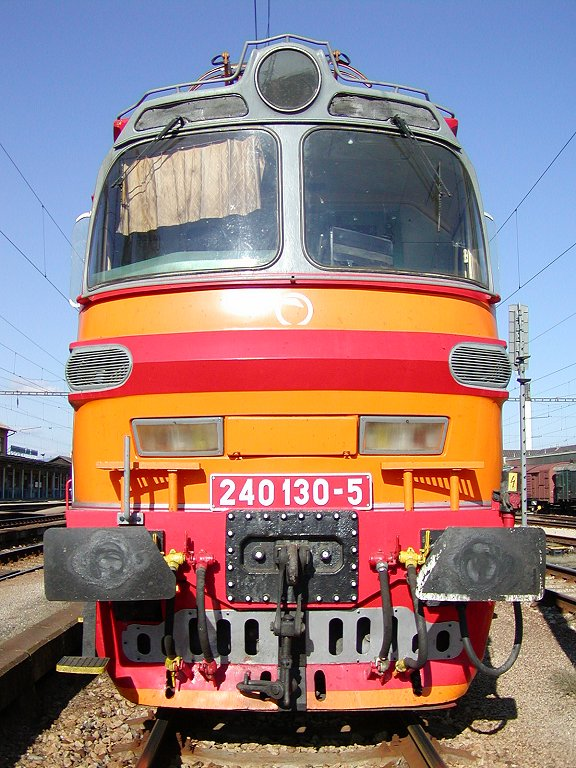
Čelo slovenské lokomotivy řady 240

Lokomotivy nacházely od počátku provozu uplatnění v osobní i nákladní dopravě, včetně postrkové služby a dalších výkonů. Po vyrobení řady 242 se však jejich nasazení soustředilo spíše do nákladní dopravy, pouze na Slovensku, kam řada 242 nezajížděla, se udržely i v dopravě osobní. Po rozdělení Československa byly stroje této řady rozděleny mezi nástupnické společnosti České dráhy a Železnice Slovenskej republiky.

### Česká republika
V České republice byly stroje zpočátku dislokovány v tradičních lokalitách na jihu a západu republiky – šlo především o depa v Plzni, Českých Budějovicích a Brně. V devadesátých letech byly některé stroje přechodně deponovány i v depu Jihlava, po roce 1997 ale byly přesunuty jinam. Stejně tak opustily i plzeňské depo a v Čechách byly soustředěny pouze v Českých Budějovicích. Své výkony především v dopravě nákladních vlaků si ale držely nadále, příležitostně byly využívány i v dopravě osobní.
Na přelomu nového tisíciletí byl otevřen elektrizovaný hraniční přechod Horní Dvořiště/Summerau (na trati z Českých Budějovic do Lince) a pro zajištění přetahů přes státní hranici bylo rozhodnuto o úpravě tří lokomotiv této řady na dvousystémové provedení. Vybrány byly stroje čísel 049, 055 a 062 a přestavba proběhla mezi lety 2003–2004 v depu v Českých Budějovicích. Upravené stroje byly označeny řadou 340 a kromě dvořišťského přechodu byly od roku 2010 k vidění i na druhém jihočeském přechodu České Velenice/Gmünd. V přeshraniční dopravě tu slouží i nadále.
Nasazování v osobní dopravě skončilo v roce 2007, kdy vznikla nová společnost ČD Cargo. Všechny lokomotivy této řady připadly právě jí, osobní dopravce si z čistě střídavých lokomotiv ponechal pouze řadu 242 a oba prototypy řady 263. Nový majitel u většiny strojů zprovoznil dvoučlenné řízení a lokomotivy tak jezdily často ve dvojicích. Provedeny byly i hlavní opravy a některé stroje byly opatřeny modrým firemním nátěrem. Zařazeny jsou do SOKV České Budějovice a Ostrava (depo Břeclav) a provozovány jsou nejen na území Česka, ale také Slovenska a od ledna 2010 také v Maďarsku. Budějovické stroje mají na starost dopravu vlaků především v západních a jižních Čechách, s uhelnými vlaky zajíždějí až do Nového Sedla u Lokte. Moravské depo vystavuje své stroje na hlavní tah Kutná Hora – Havlíčkův Brod – Břeclav – Bratislava, s případným prodloužením až do Budapešti či Komárna. Po mnoho let je tradičním výkonem také manipulační vlak do Vyškova.

### Slovensko
V režii jednoho provozovatele (ŽSR) lokomotivy setrvaly do roku 2002, kdy vznikla firma Železničná spoločnosť zabývající se provozováním drážní dopravy. Poslední změna nastala k 1. lednu 2005, kdy část lokomotiv převzal nákladní dopravce Železničná spoločnosť Cargo Slovakia (ZSSKC). Na rozdíl od České republiky však zůstaly lokomotivy také v osobní dopravě a i nadále jimi disponují oba dopravci (Železničná spoločnosť Slovensko (ZSSK) i ZSSKC) a jsou k vidění na všech typech vlaků. Svými provozovateli jsou přiděleny do dep v Bratislavě a Nových Zámcích. Využívány jsou především v dopravě osobních vlaků a rychlíků na jižním Slovensku (tratě do Zvolena, Trenčína a Kútů) a zajíždějí i do maďarských pohraničních stanic Rajka a Komárom. Také zde jsou lokomotivy postupně lakovány do korporátního schématu, konkrétně červenobílého stylu Blonski. V režii ZSSKC slouží v nákladní dopravě ve stejné oblasti, zřídka zajíždějí i do Břeclavi či Budapešti.